# Конвой Палау — Рабаул (24.03.43 — 02.04.43)
Конвой Палау — Рабаул (24.03.43 — 02.04.43) — японський конвой часів Другої світової війни, проведення якого відбувалось у березні — квітні 1943 року.
Місцем призначення конвою був Рабаул — головна база японців у архіпелазі Бісмарка, з якої вони провадили операції на Соломонових островах та сході Нової Гвінеї. Вихідним пунктом при цьому став важливий транспортний хаб японців Палау в західній частині Каролінських островів. До складу конвою увійшли транспорти «Атлас-Мару», «Ракуто-Мару», «Кізан-Мару», «Тояма-Мару», «Бенгал-Мару», «Йошида-Мару № 3» та, можливо, «Гамбург-Мару». Склад ескорту наразі невідомий.
20 березня 1943 року судна вийшли з Палау та попрямували на південний схід. У цей період американська авіація ще не атакувала комунікації до архіпелагу Бісмарка, проте на них традиційно патрулювали підводні човни. Утім, цього разу конвой зміг пройти без втрат та 2 квітня прибув до Рабаула.